# María de Lourdes Santiago
María de Lourdes Santiago Negrón (Adjuntas, 13 novembre 1968) è una politica portoricana.
Attualmente è la vicepresidente del Partito Indipendentista Portoricano o PIP (in spagnolo: Partido Independentista Puertorriqueño) e nel 2004 fu eletta come prima donna dell'intera storia di Porto Rico al senato.

## Biografia
Santiago è laureata in attività teatrali ed ha un master in legge dell'università di Porto Rico a Río Piedras,che gli permise nel 1997 di diventare la consulente legale di Victor García San Inocencio esponente indipendentista della Camera dei rappresentanti di Porto Rico. Successivamente lavorò per Manuel Rodríguez Orellana e per Fernando Martín García membri del Senato di Porto Rico.